# Carnarechinidae
De Carnarechinidae zijn een familie van zee-egels (Echinoidea) uit de orde Holasteroida.

## Geslachten
- Carnarechinus Mironov, 1978